# Lynx d'Augusta
Les Lynx d'Augusta sont une franchise professionnelle de hockey sur glace en Amérique du Nord qui évoluaient dans l'ECHL. L'équipe est basée à Augusta en Géorgie aux États-Unis.

## Historique
La franchise est créée en 1998. Le 2 décembre 2008, l'équipe suspend ses activités pour raisons financières.
De sa création à sa dernière saison, la franchise a été utilisée comme club-école par quatre équipes de la Ligue américaine de hockey : les River Rats d'Albany en 1998-1999, le Rampage de San Antonio en 2003-2004, les Pirates de Portland de 2006 à 2008 et les Admirals de Norfolk en 2008-2009 , ainsi que par cinq franchises de la Ligue nationale de hockey : les Devils du New Jersey en 1998-1999, les Panthers de la Floride en 2003-2004, les Thrashers d'Atlanta en 2006-2007, les Ducks d'Anaheim de 2006 à 2008 et le Lightning de Tampa Bay en 2008-2009.

## Statistiques
| No | Saison    | PJ | V  | D  | DP | DTB | BP  | BC  | Pts | Classement                 | Séries éliminatoires      | Entraîneur                  |
| -- | --------- | -- | -- | -- | -- | --- | --- | --- | --- | -------------------------- | ------------------------- | --------------------------- |
| 1  | 1998-1999 | 70 | 38 | 27 | 0  | 5   | 235 | 233 | 81  | 4e place, division Sud-Est | Défaite au premier tour   | Dan Wiebe                   |
| 2  | 1999-2000 | 70 | 34 | 31 | 0  | 5   | 243 | 248 | 73  | 5e place, division Sud-Est | Défaite au troisième tour | Dan Wiebe                   |
| 3  | 2000-2001 | 72 | 36 | 29 | 0  | 7   | 259 | 253 | 79  | 5e place, division Sud-Est | Défaite au premier tour   | Scott MacPherson Jim Burton |
| 4  | 2001-2002 | 72 | 36 | 26 | 0  | 10  | 218 | 224 | 82  | 6e place, division Sud-Est | Non qualifiés             | Jim Burton                  |
| 5  | 2002-2003 | 72 | 27 | 39 | 0  | 6   | 203 | 256 | 60  | 6e place, division Sud-Est | Non qualifiés             | Jim Burton David Wilkie     |
| 6  | 2003-2004 | 72 | 32 | 33 | 0  | 7   | 203 | 234 | 71  | 6e place, division Sud-Est | Non qualifiés             | Stan Drulia                 |
| 7  | 2004-2005 | 72 | 28 | 35 | 5  | 4   | 188 | 237 | 65  | 6e place, division Est     | Non qualifiés             | Stan Drulia                 |
| 8  | 2005-2006 | 72 | 30 | 36 | 1  | 5   | 216 | 255 | 66  | 6e place, division Sud     | Défaite au premier tour   | Bob Ferguson                |
| 9  | 2006-2007 | 72 | 39 | 29 | 1  | 3   | 258 | 265 | 82  | 5e place, division Sud     | Défaite au premier tour   | Bob Ferguson                |
| 10 | 2007-2008 | 72 | 32 | 35 | 1  | 4   | 200 | 223 | 69  | 7e place, division Sud     | Défaite au premier tour   | Bob Ferguson                |
| 11 | 2008-2009 | 18 | 6  | 10 | 1  | 1   | 39  | 70  | 14  | Ne terminent pas la saison | -                         | John Marks                  |

## Logos

Logo de 1998 à 2004
Logo de 2004 à 2009